# Dinamo Bakoe
Dinamo Bakoe was een Sovjet voetbalclub uit Bakoe, de hoofdstad van de Azerbeidzjaanse SSR.

## Geschiedenis
De club werd opgericht in 1928 en maakte dat jaar al het debuut in de Azerbeidzjaanse regionale competitie. In 1937 speelden ze in de vierde klasse van de Sovjet-Unie. De volgende jaren enkel in regionale reeksen. In 1944 werden ze kampioen van Azerbeidzjan en promoveerden zo naar de tweede klasse van de Sovjet-Unie. Na één seizoen moest de club terug naar de regionale competitie, maar kon na één jaar afwezigheid ook weer terugkeren. Door een competitiehervorming verdween de club in 1949 voor een aantal jaar weer uit de nationale competitie tot in de jaren zestig. In 1965 werden ze vicekampioen in de derde klasse achter Spartak Naltsjik en bereikte de finale van de eindronde tegen Dinamo Kirovabad. De wedstrijd eindigde 0-0 en Kirovabad won na lottrekking. Door een nieuwe competitiehervorming speelde de club de volgende jaren echter enkel in de Azerbeidzjaanse competitie. Pas in 1988 keerde de club terug, nu onder de naam MTSOP Bakinets. In 1989 werd de naam in MTSOP-Termist gewijzigd. In 1991 werd de naam nog in Dinamo-MTSOP gewijzigd. De club speelde van 1988 tot 1991 in de derde klasse nog maar eindigde telkens bij de laatste vijf.
Na de val van de Sovjet-Unie werd ook Dinamo ontbonden wegens financiële problemen. 